# Kuppe, Krishnarajanagara
Kuppe là một làng thuộc tehsil Krishnarajanagara, huyện Mysore, bang Karnataka, Ấn Độ.